# Randbøl Hede

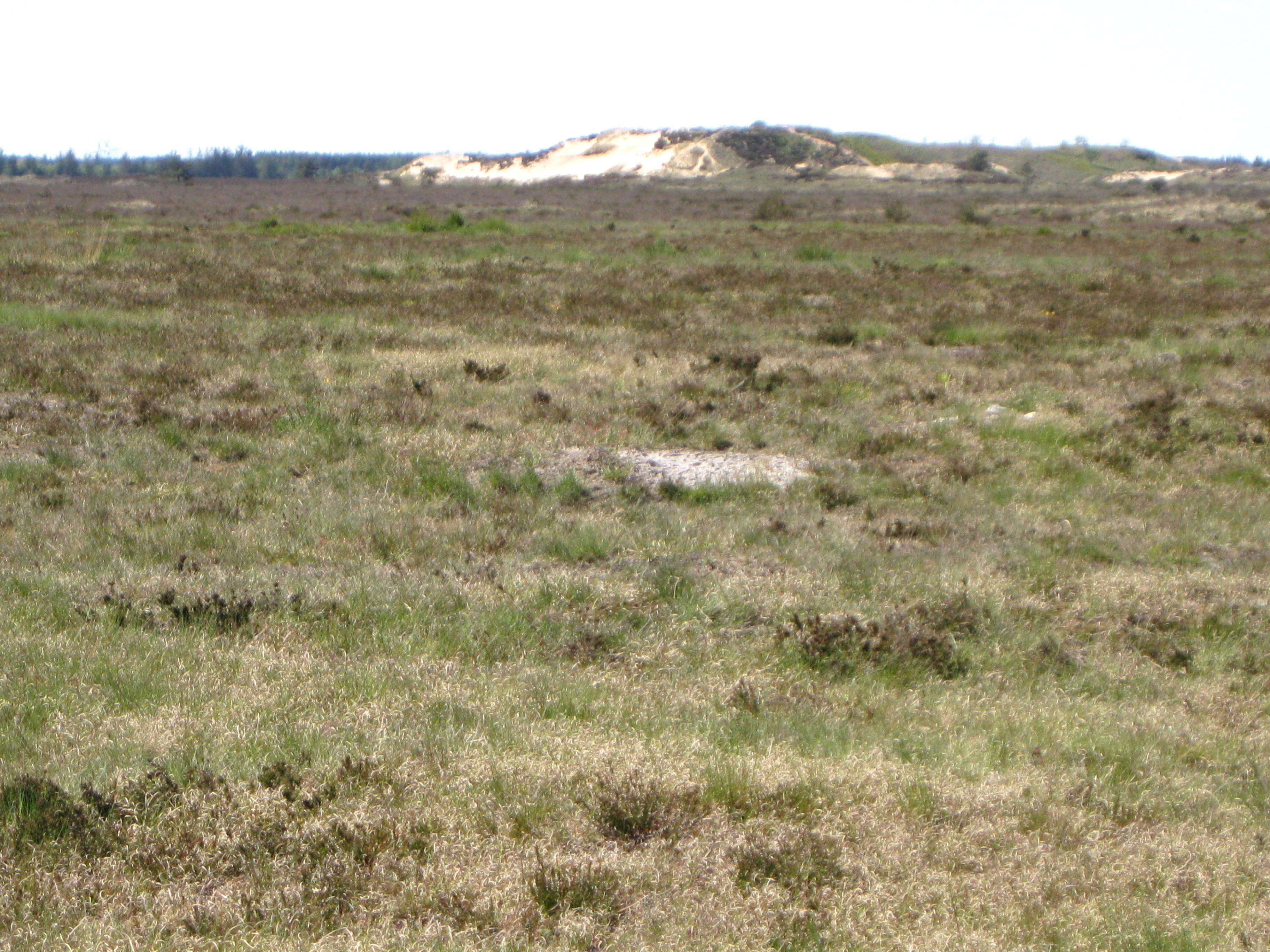
Randbøl Hede

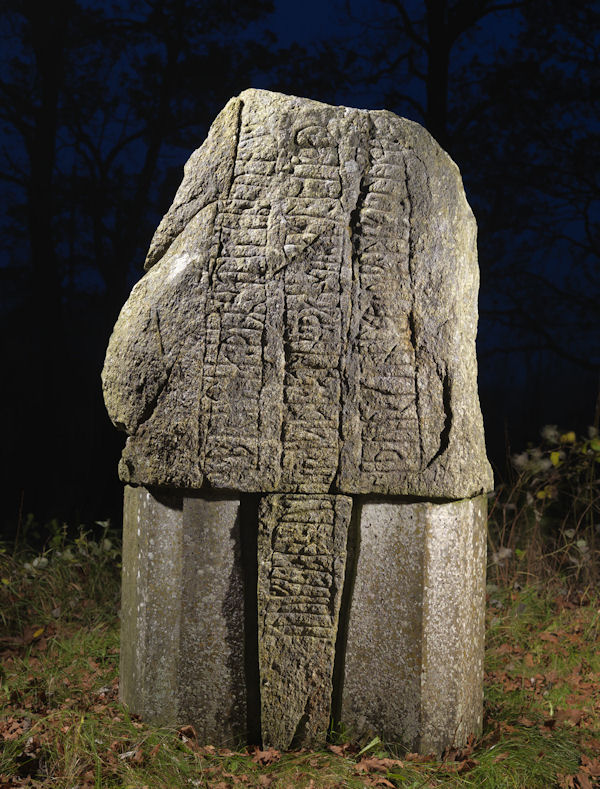
Runenstein von Randbøl DR 40

Die südwestlich von Randbøl gelegene Randbøl Hede (deutsch Randbøl-Heide) ist eine der letzten Heiden Dänemarks und mit etwa 750 Hektar die größte Binnenheide. Das früher sehr viel größere Gebiet liegt im Süden Jütlands und wurde 1932 unter Schutz gestellt.
In den 1750er Jahren wurde ein Teil der Heide königliches (staatliches) Eigentum. Die sogenannten Kartoffeldeutschen (Kartoffeltyskere) begannen 1760 mit der nicht völlig gelungenen Urbarmachung der Heide. Den Namen erhielten sie, da sie den Dänen beibrachten, Kartoffeln zu essen.

## Gehölz Frederikshåb Plantage
1802 beschloss der Staat, etwa 450 ha der damaligen Randbøl Hede mit Wald zu bepflanzen. Es dauerte fast 100 Jahre, bis ein geschlossener Wald angewachsen war, der hauptsächlich aus Rotfichten bestand. Der Orkan Anatol von 1999 stürzte etwa ein Drittel der Bäume um. Heute sind die Flächen mit einer Mischung aus Laub- und Nadelbäumen wieder aufgeforstet.
In der Frederikshåb-Plantage findet man über 175 Rösen und das Naturphänomen der so genannten „Siebenjahresseen“ (dänisch Syvårssøerne). In manchen Perioden ist ein großer See vorhanden, dann ist das Wasser plötzlich wieder zu einem großen Teil verschwunden. Im Gehölz gibt es große Binnendünen und ein Gebiet mit etwa 175 eisenzeitlichen Rösen, die etwa 2500 Jahre alt, aber noch nicht untersucht sind.
Der Stein von Randbøl oder Store Rygbjergstenen (DR 40; DK Sjy14) ist ein Runenstein aus Granit, der 1874 in der Randbøl Hede gefunden wurde. Der zerkleinerte Stein wurde 1984 restauriert (misst 1,85 × 1,0 × 0,3 m) und mit einem neuen Betonsockel ausgestattet. Er befindet sich auf einem kleinen Hügel an seinem ursprünglichen Ort.
Auf dem Friedhof der Randbøl Kirke liegt Kong Rans Høj, ein Dansehøj der ausgehenden Bronzezeit.